# Acentrogobius dayi
Acentrogobius dayi är en fiskart som beskrevs av Koumans, 1941. Acentrogobius dayi ingår i släktet Acentrogobius och familjen smörbultsfiskar. Inga underarter finns listade i Catalogue of Life.